# José Perramón
José Perramón Acosta  (Barcelona, 17 de octubre de 1946) fue un jugador de balonmano español de la División de Honor que ocupaba la posición de portero. Fue apodado como el Niño de Oro del balonmano español.

## Carrera deportiva

### Clubes
Se inició en el deporte del balonmano en el colegio de la Salle de Barcelona, pasando a defender los colores del FC Barcelona, BM Granollers, Picadero y Calpisa en su última etapa en la máxima categoría española. La consecución de nueve ligas ―una en el Barcelona, tres en el Granollers, pasó una temporada en el Picadero consiguiendo el subcampeonato, volvió a Granollers y de nuevo ganó la liga, y cuatro en el Calpisa― y seis Copas de España engrosan su palmarés.

### Selección nacional
Fue 105 veces internacional con la selección española.
Considerado como el mejor guardameta español de todos los tiempos junto a Patxi Pagoaga, Lorenzo Rico, David Barrufet y José Javier Hombrados, debutó en 1967 con el combinado nacional en un España-Portugal. En 1972 participó con la selección española en los Juegos Olímpicos de Múnich acabando en decimoquinta posición y jugando él los cinco partidos de la competición.

## Fuera de las pistas
Perramón fue el director de una empresa de promoción y construcción, regentó una agencia de publicidad, tuvo un estacionamiento de coches y era dueño de un bar en Alicante, ciudad en la que se instaló definitivamente a finales de los años 70. En la actualidad, es un hostelero de éxito con más de media docena de locales entre bares, discotecas y restaurantes (algunos bien conocidos dentro del panorama gastronómico de la ciudad como "La Taberna Del Gourmet" o el "Monastrell", además de la discoteca "Z_Klub" que inauguró con el nombre de "Bugatti" hace más de 20 años y que fue traspasada en 2012).

## Trayectoria
- La Salle Bonanova
- 1967-69  FC Barcelona
- 1969-72  BM Granollers
- 1972-73  Picadero
- 1973-74  BM Granollers
- 1974-78  CB Calpisa

## Palmarés Clubes
- 9 Liga de División de Honor: 1968-69, 1969-70, 1970-71, 1971-72, 1973-74, 1974-75, 1975-76, 1976-77 y 1977-78
- 6 Copa de España: 1968-69, 1969-70, 1973-74, 1974-75, 1975-76 y 1976-77